# Даниил Касандрийски
Даниил (на гръцки: Δανιήλ) е гръцки духовник, митрополит на Вселенската патриаршия.

## Биография
Даниил служи като велик архидякон и велик протосингел на Вселенската патриаршия. През май 1824 година е избран и по-късно ръкоположен за касандрийски архиепископ. Същата година архиепископията е повишена в митрополия. Ктитор е на църквата „Свети Антоний“ в Солун.
Умира в 1832 година.